# Flohleiten
Flohleiten ist eine Ortschaft im oberösterreichischen Innviertel und Teil der Gemeinde Taiskirchen im Innkreis im Bezirk Ried im Innkreis.

## Gliederung
Die Ortschaft ist auf folgende Siedlungen aufgeteilt:
- Flohleiten (Rotte, im Dialekt: Flöhlei'n [flœˈlaɪn])
- Kaserfeld (Rotte, Kaserföd)
- Unlusten (Weiler, Ulussn)

## Geschichte
Die erste urkundliche Erwähnung als Flochleitten findet sich in der „Grenz-, Güter- und Volksbeschreibung des Landgerichts Schärding“ und stammt aus dem Jahr 1433. Der Ortsname bedeutet „(zum Flohleitenbach hin) leicht abfallende, waldfreie Fläche“.

Der Name Kaserfeld bezieht sich auf das Kasergut (Flohleiten Nr. 4) und Unlusten bedeutet auf Mittelhochdeutsch „Unrat“ oder „Missvergnügen“ und ist wohl ein Spottname.